# Didymostigma leiophyllum
Didymostigma leiophyllum là một loài thực vật có hoa trong họ Tai voi. Loài này được D.Fang & Xiao H.Lu mô tả khoa học đầu tiên năm 1994.